# شهرستان گریازینسکی
شهرستان گریازینسکی (به لاتین: Gryazinsky District) یک شهرستان در روسیه است که در استان لیپتسک واقع شده‌است.